# Keeping Up with the Steins
Keeping Up with the Steins is een comedyfilm uit 2006, geregisseerd door Scott Marshall, met de spelers Garry Marshall, Jeremy Piven, Jami Gertz en Daryl Hannah. De première was op 12 mei 2006 en werd gedistribueerd door Miramax Films.

## Cast
| Acteur           | Personage              |
| ---------------- | ---------------------- |
| Daryl Sabara     | Benjamin Fielder       |
| Jami Gertz       | Joanne Fielder         |
| Jeremy Piven     | Adam Fielder           |
| Larry Miller     | Arnie Stein            |
| Sandra Taylor    | Raylene Stein          |
| Carter Jenkins   | Zachary Stein          |
| Cheryl Hines     | Casey Nudelman         |
| Garry Marshall   | Irwin Fielder          |
| Daryl Hannah     | Sandy / Sacred Feather |
| Doris Roberts    | Rose Fielder           |
| Miranda Cosgrove | Karen Sussman          |
| Richard Benjamin | Rabbi Schulberg        |
| DJ Quik          | Zichzelf               |